# Віденський симфонічний оркестр
Віденський симфонічний оркестр (нім. Wiener Symphoniker) — австрійський симфонічний оркестр.
Віденський симфонічний оркестр був заснований австрійським диригентом Фердинандом Леве 1900 року як оркестр Віденського концертного товариства. З 1913 року оркестр базується концертному комплексі «Віденський Концертхаус». 1933 року він отримав свою нинішню назву. 
В різні часи оркестр очолювали такі диригенти як Вільгельм Фуртвенглер, Герберт фон Караян, 
Геннадій Рождественський, Володимир Федосєєв.